# Константинопол
 Тази статия е за Константинопол преди превземането му от турците през 1453 г.  За периода след 1453 г. вижте Истанбул.  
Константинопол (на средногръцки: Κωνσταντινούπολις или само ἡ Πόλις; на гръцки: Κωνσταντινούπολη; на латински: Constantinopolis; на османски турски: قسطنطينيه, Kostantîniyye; на турски: Konstantinopolis), наричан от българите Цариград, е столица на Римската империя и Византия (330 – 1204 и 1261 – 1453), Латинската империя (1204 – 1261) и Османската империя (1453 – 1922). Официално е преименуван на неговото съвременно турско име Истанбул през 1930 г.
Градът носи името на римския император Константин Велики, избрал го за място на новата си столица. В строителството му участват над 1 милион роби и колонати. Построена е огромна система от ровове и стени, правещи града практически непревземаем до развитието на артилерията. В продължение на векове той е най-многолюдният град в Европа и средище на средновековната наука и култура. През XII век има население от един милион и двеста хиляди души.

## История

### Основаване
През 3 век в Римската империя има жестока криза. Старата столица Рим не могла да изпълнява функцията си в тези условия. Император Диоклециан ясно съзнавал това и предпочитал да управлява империята от малоазийския град Никомидия. Неговият приемник Константин I Велики пръв от римските владетели се заема да създаде нова столица. Мястото за нея било избрано изключително сполучливо. Тя трябвало да се изгради на бреговете на Босфора, където се намирал античният град Византион и където е естествената географска граница между Европа и Азия. Строежът на новата столица започва през ноември 324 г. Лично Константин Велики очертава плана на градските стени. След по-малко от шест години, на 11 май 330 г., новата столица е тържествено осветена и получава названието Константинопол (градът на Константин). Още тогава той е наричан Новия Рим. За жителите му и за поданиците на империята той бил просто Градът: неговото величие не позволявало да бъде сбъркан с някой друг град. По-късно (навярно от XI в. нататък), българите го нарекли Цариград, като с това подчертават ролята му на императорско седалище.
Също като Рим, Константинопол е издигнат на седем хълма: на първия са Акрополът, църквите „Св. София“ и „Св. Ирина“ и Големият императорски дворец, на втория се намира форумът, на третия – цистерната (резервоар) Нимфеум Максимум, и Капитолият, на четвъртия се извисява църквата „Св. Апостоли“, на петия е цистерната на Бонос, а на шестия – цистерната на Аспар до Одринската врата, седмият е известен с Аркадиевия форум и цистерната на Мокий. Подобно на Рим, градът е разделен на 14 квартала и покрива голяма площ. Една централна улица във форма на Υ тръгва от т. нар. Милеон (главен пътен знак) при Августейона и стига до Форума на Бика.
Изключително изгодното положение и непрестанните императорски грижи бързо превръщат Константинопол в огромен, почти половинмилионен град, с цветущи занаяти, търговия и изкуство. Той бил изграден по подобие на стария Рим и според най-добрите традиции на римското градоустройство. За разлика от стария Рим обаче Константинопол бил вече не само римски, но и християнски град. В него били построени не само дворци, амфитеатри и акведукти, но и величествени християнски храмове. Новата столица сякаш олицетворявала прехода от римско-езическата към християнската епоха.
В началото на 5 век (413 г.) Константинопол е обграден с втора крепостна стена и се превръща в най-добре укрепения град в тогавашния свят. Епископът му бързо заема челно място в църковната организация и започва да се назовава Вселенски патриарх.
През 8 и 9 век варяги пътуват до Константинопол, за да търгуват в града и да служат на византийския император. Най-известният от тези, които са служили на императора е Харалд Хардроде.

### Превземане от кръстоносците
През тринадесети век (1204 г.) Константинопол е завладян от кръстоносците от четвъртия кръстоносен поход, който вместо да унищожи ислямската заплаха в Палестина и да възстанови християнската власт в Йерусалим, превзема Константиновия град.
Основна причина за тази промяна на намеренията на кръстоносците е финансовата им зависимост от Венеция, с чиято флота е трябвало да бъдат транспортирани до „светите земи“. Поради липсата на средства кръстоносните водачи са принудени от дожа на Венеция – Енрико Дандоло да си платят чрез превземанета на град Зара (Задар) на далматинското крайбрежие, който бил върнат под венецианска власт. Впоследствие рицарите били въвечени във византийските интриги чрез сина на сваления император Исак II Ангел, който им обещал солидно възнаграждение и военна помощ, ако го издигнат на трона. Така кръстоносната армия се озовала край Босфора и след продължителни преговори, интриги и обсада сами превзели Константинопол.
След превземането на града фактически се слага край на Византийската империя и се обособяват три православни империи, наследници на Византия – Никейска и Трапезундска империи и Епирско деспотство. По време на Латинската империя, Константинопол е подложен на безусловно разграбване от кръстоносците. Стотици реликви, като мощи на светци и предмети с религиозна стойност се пренасят към Запада. Разграбени са църкви и манастири, домовете на богатите ромейски аристократи, дори са свалени и огромните оловни плочи от императорския дворец, които са служели за покрив. След възстановяването на Византийската империя, Константинопол е прочистен от латинците през 1261 г.
Дълго време градът съществува като град-държава, заобиколен от Османската империя.
Навлизането на огнестрелните оръжия на въоръжение обричат този велик град. Благодарение на топовете и османското числено превъзходство, както и на прехвърлянето на част от османския флот през сушата в охраняваното пристанище „Златния рог“ на Константинопол, през юли 1453 г. градът е превзет от османлиите, а последният византийски император Константин XI Палеолог загива в пожарищата на града, сражавайки се наред с обикновените войници. Разпознават тялото му само по пурпурните императорски ботуши.

### Превземане от османците
До превземането Константинопол е считан за непревземаем, издържал множество обсади от българи, араби, турци и др. През 1453 г. Византия е силно отслабена и е загубила значителни територии в Анадола и на Балканите в полза на Османската империя. Константинопол и районът около града са единствената останала частица от Византийската империя. На няколко пъти турците обсаждат града, но са временно спирани, след поражението при Анкара от войските на Тамерлан.
През 1453 г. идва и финалната обсада над града. Султан Мехмед II построява крепостта Румели Хисар близо до града, откъдето се спира достъпът до Черно море. Тактически са спрени и всякакви връзки на града с останалия християнски свят. Въпреки това обаче, нито една европейска държава не оказва помощ на страдащата византийска столица. Срещу колосалната турска армия, състояща се от близо 150 000 души, император Константин XI Палеолог успява да събере едва 7500 войници, повечето от които не са дори византийци. Въпреки това, благодарение на невероятно здравите стени на града първата турска атака (18 април) е отбита. Мехмед II успява да прекара по сушата част от своя флот в пристанището-залив Златния рог и поставя под заплаха укрепленията от тази страна на града. Но щурмът на 7 май отново не успява. На няколко пъти турски топовни оръдия успяват да нанесат поражения на стените на града, което допълнително внася смут във византийския корпус.
В нощта на 28 срещу 29 май 1453 година Мехмед II дава заповед за последната атака срещу Константинопол. Първите две вълни от атакуващи, на нередовните и анадолските части са отбити; тогава Мехмед дава заповед еничарите, елитните части на османската армия, да атакуват. Това бил и краят на града и на византийската империя.
На 30 май 1453 г., в 8 часа сутринта, Мехмед II, получил прозвището „Завоевателя“, влиза в града и се моли за първи път в църквата „Света София“, след което по традиция следва тя да бъде превърната в джамия. Превземането на Константинопол се увенчава с необуздани зверства на победителите: султан Мехмед ІІ разрешава на армията си три дни и нощи да прави каквото си иска в града. След това султанът заповядал да не се извършват повече разрушения в превзетия град, тъй като тук смятал да премести столицата си.

## Значение

### Култура
Константинопол е най-големият и богат център в Източното средиземноморие по време на късната Римска империя, най-вече като резултат от неговата стратегическа позиция, контролирайки търговските пътища между Егейско море и Черно море. Остава столица на източната империя над 1000 години. През средновековието е най-богатият и най-големият европейски град с мощен културен живот и доминираща икономика в цялото Средиземноморие. Посетителите и търговците са особено поразени от красотата на манастирите и църквите, най-вече Света София.
Градът играе особено важна роля за запазването на ръкописите от гръцки и латински автори през целия период, когато нестабилност и безредици са причина за масовото им унищожаване в Западна Европа и Северна Африка. При падането на града хиляди ръкописи са пренесени в Италия от бежанци и играят ключова роля в процъфтяването на Ренесанса и прехода към съвременния свят. Нарастващото влияние на града на запад през многото векове на неговото съществуване е огромно. От гледна точка на технологията, изкуството и културата, както и самите размери, Константинопол е бил единствен по рода си в цяла Европа.

#### Религия
Начело на църквата в Константинопол е стоял епископ, който впоследствие става известен като Вселенски патриарх и превръща града в основен център на християнството успоредно с Рим. Това води до културни и богословски различия между Изтока и Запада, станали причина за Великата схизма, която разделя Западния католицизъм от Източното православие от 1054 г. насам. Константинопол е също и от голямо религиозно значение за исляма, след като е превзет от османците през 1453 г.